# Laura Bas
Laura Bas (Oranjestad, 24 oktober 1996) is een Generatie Z-expert, spreker, columnist en influencer.  
Als Generatie Z-expert adviseert Bas organisaties over het aantrekken en behouden van jong talent.  
Daarnaast trekt ze via haar social media kanalen wekelijks honderdduizenden kijkers met haar carrière tips voor Gen Z, schrijft ze columns voor TM/Sprout en geeft ze verschillende lezingen over dit onderwerp.  
Van oktober 2021 tot november 2023 was Bas Jongerenambassadeur voor Seksuele en Reproductieve Gezondheid en Rechten, Gendergelijkheid en Keuzevrijheid bij het Nederlandse ministerie van Buitenlandse Zaken. Namens Nederland verzorgde Bas het officiële statement voor de 55ste editie van de Commission on Population and Development bij de Verenigde Naties. 
Bas studeerde rechten aan de Hogeschool van Amsterdam en behaalde haar mastergraad in Culture, Organization en Management aan de Vrije Universiteit van Amsterdam. 
In 2021 startte zij haar eigen project voor meer gendergelijkheid op de arbeidsmarkt, waarbij ze onder andere samenwerkte met Europarlementariërs Agnes Jongerius en Vera Tax. Ook was ze een van de gezichten van docuserie Dit is Mijn Mokum waarin jonge Amsterdammers de kijker meenemen in het centrum van Amsterdam. 
Zij werd in 2021 derde bij Miss World Nederland. Bij deze verkiezing maakte ze zich hard voor het verkleinen van de loonkloof tussen mannen en vrouwen.
In februari 2022 ontving Bas de Nouri Talent Award en werd ze uitgeroepen tot Changemaker van Amsterdam West voor haar maatschappelijke inzet.
In december 2022 was Bas de jongste spreker bij TEDx Amsterdam Women.  
In maart 2023 ontving Bas een aanmoedigingsprijs van de Nederlandse Britse Kamer van Koophandel tijdens de 'Women of the Year Award' voor haar maatschappelijke inspanningen voor gendergelijkheid en jongerenparticipatie.  